# مات إدواردز (لاعب كرة قدم)
مات إدواردز (بالإنجليزية: Matt Edwards)‏ هو لاعب كرة قدم بريطاني في مركز نصف الجناح، ولد في 15 يونيو 1971 في هامرسميث في المملكة المتحدة. لعب مع نادي ريدنغ.